# جان راشبی
جان راشبی (به انگلیسی: John Rushby)؛ یک دانشمند علوم کامپیوتر است.

## زندگی و تحصیلات
جان راشبی در لندن متولد و بزرگ شد. او در مدرسه گرامر دارتفورد تحصیل کرده‌است. سپس برای تحصیل به دانشگاه نیوکاسل رفت و لیسانس خود را در رشته کامپیوتر از این دانشگاه در سال ۱۹۷۱ دریافت کرد. او دکترایش را در این رشته در سال ۱۹۷۷ دریافت کرد.

## کار
جان راشبی بین سال‌های ۱۹۷۴ و ۱۹۷۵ در دپارتمان علوم کامپیوتر دانشگاه منچستر به تدریس درس کامپیوتر اشتغال داشت. او بین سال‌های ۱۹۷۹ تا ۱۹۸۲ به عنوان محقق در دانشگاه نیوکاسل کار کرد
او در سال ۱۹۸۳ به اس‌آرآی اینترنشنال در کالیفرنیا پیوست. او در حال حاضر مدیر برنامه روش‌های صوری و سیستم‌های وابسته است او یک سیستم اثبات پیش‌نمونه با یک اثبات قضیه خودکار را توسعه داده‌است.

## جوایز
جان راشبی در سال ۲۰۱۱ جایزه هارلون میلز را از انجمن کامپیوتر IEEE دریافت کرد.